# Географія Вільнянського району
Географія Вільнянського району. Вільнянський район — район розташований у північній частині Запорізької області, утворений у 1924 році. Районний центр: місто Вільнянськ. Населення становить 47 тис. осіб (2017 р.). Площа району 1280 км².

### Розташування
Вільня́нський райо́н межує з Новомиколаївським, Оріхівським та Запорізьким районами Запорізької області та Синельниківським районом Дніпропетровської області. По західній його межі протікає річка Дніпро, його ліві притоки — Вільнянка та Мокра Московка. Сучасна назва за районом закріпилася в 1966 році (в 1924—1935 рр. район називався Софіївським, в 1935—1939 рр. — Красноармійським, а в 1939—1966 рр. — Червоноармійським).
Площа району становить 1280 км². Сучасні межі встановлені Указом Президії Верховної Ради УРСР від 4 січня 1965 р.

### Рельєф
Поверхня району носить характер хвилястої рівнини. В межах сіл Микільського, Уральського, Петро-Михайлівки, Кам'яного, Купріянівки тягнуться балки та незначні яри. Вони порушують рівнинність поверхні і в окремих місцях піднімаються в усіх напрямках у вигляді великих хвиль. Більшість балок мають нахил в бік басейну річки Дніпро; раніше, до замулення, вони були його притоками.
Територія району знаходиться в південній частині Придніпровської низовини. Висота поверхні низинної рівнини в межах району в основному від 100 до 200 м, в долині р. Дніпро вона знижується до 50 м. Рельєф району в цілому сприятливий для будівництва залізниць та автомагістралей, а також для розвитку сільського господарства.

### Клімат
Клімат Вільнянського району має помірно континентальний характер. Середньорічна кількість опадів 400—500 мм. Відносна вологість повітря коливається від 41 % влітку до 60—90 % взимку.

Можливі суховії. Середньорічна температура повітря + 9,3 °C, максимальна + 40,1 °C, мінімальна — 33,4 °C. Влітку середня температура становить +21 °C, максимальна + 40,1 °C (в липні). Взимку середня температура становить −2,6 °C, мінімальна — 33,4 °C (в січні).
Зручне географічне розташування, м'який клімат і природне багатство краю створили тут сприятливі умови для життя людини. І хоч протягом тисячоліть клімат змінювався, територія району залишалася придатною для проживання.

### Гідрологія
У Вільнянському районі є річки, водойми, водосховище.

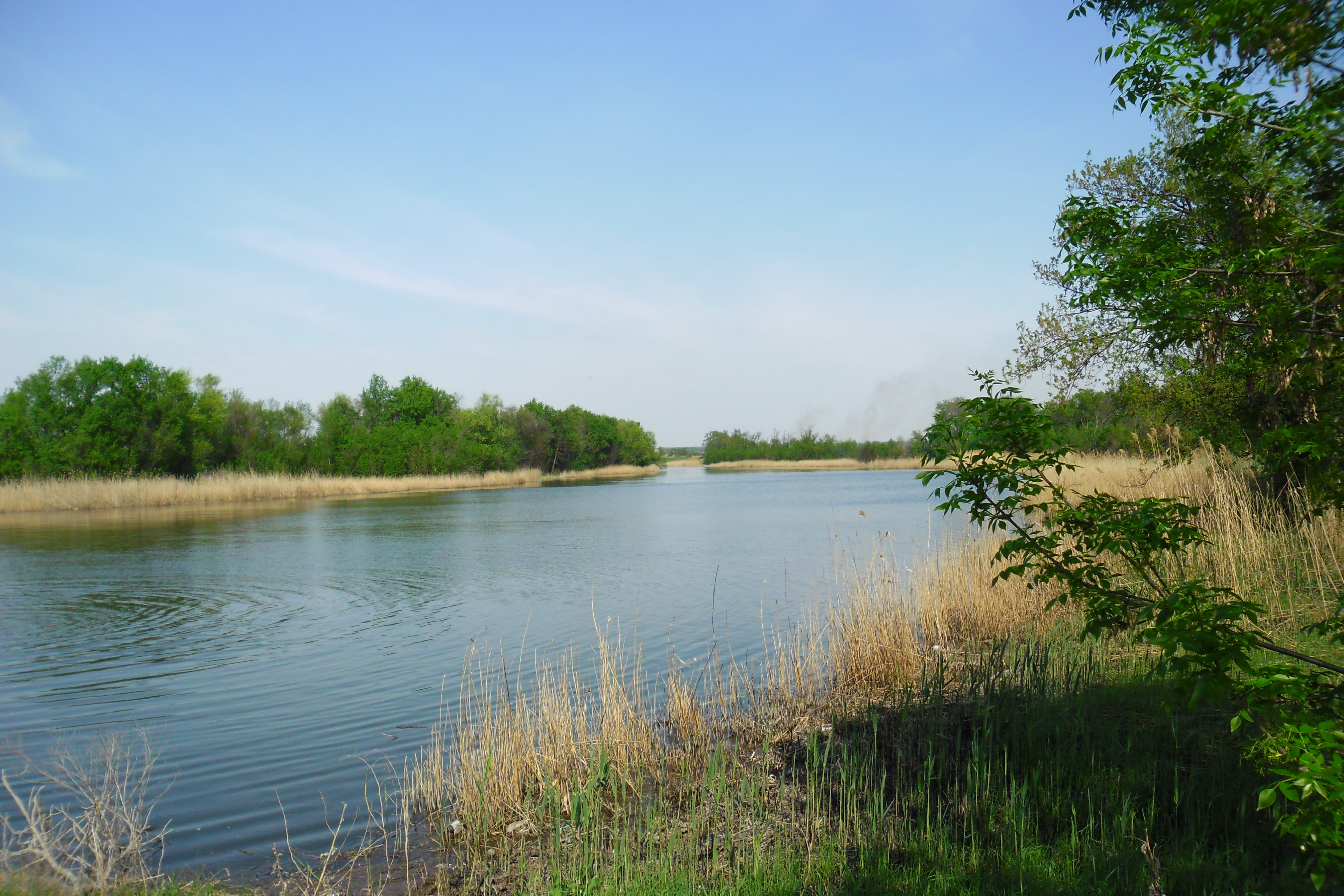
Річка Вільнянка між м. Вільнянськ і с. Біляївка

- Річки: Вільнянка — 19,6 км, Дніпро − 43 км, Мокра Московка — 12 км, Плоска Осокорівка — 25 км, Солона — 13 км. Ширина річок коливається від 3—5 м до 50 м, переважна глибина малих річок 2 — 5 м, швидкість течії від 0,1 до 0,3 м/с. Води в річках слабо мінералізовані та відносяться до рівнинного типу з переважним сніговим поповненням.
- Водойми — ставки, яких Вільнянський район налічує 126.
- Миролюбівське водосховище — 2,11 млн м³ (басейн річки Солоної).

### Корисні копалини
Див. також Корисні копалини Вільнянського району
Серед корисних копалин території району слід назвати граніт біля с. Кам'яне, буре вугілля (на межі з Оріхівським районом біля с. Купріянівка) і каолінову глину неподалік с. Тернівка та Біляївка, гнейси і кар'єрні піски біля с. Купріянівка, а також гончарні глини і вапняки.
Особливо цінними є родовища граніту, який добуває промислове підприємство ВАТ «Янцівський гранітний кар'єр».

### Ґрунти
Див. також Ґрунти Вільнянського району
На території району в північній частині — звичайний чорнозем з кількістю гумусу 2,5—3 %, на південь він переходить в темно-каштанові ґрунти. Багатородючі ґрунти — справжнє багатство Вільнянського краю.
Серед зональних типів ґрунтів переважають чорноземи звичайні (75,0 % площі району). На подах і днищах балок поширені лугово-чорноземні ґрунти. Загальна площа зрошувальних земель становить 20,5 тис.га.

### Рослинний і тваринний світ
Рослинний світ переважно трав'яний, тваринний світ характерний для степової зони (гризуни, птахи).
Ліси займають 5,9 тис. га природної рослинності, розорані землі — 93,4 тис. га (75,0 %).